# Space Needle
La Space Needle (littéralement « aiguille de l'espace » ou « aiguille mesurant l'espace » - comme l'aiguille d'un cadran) est une tour d'observation futuriste construite dans le quartier de Lower Queen Anne à Seattle pour l'exposition universelle de 1962.
La tour est considérée comme une icône de la ville.
Au sommet de cet ouvrage se trouve une plate-forme à l'allure de soucoupe volante qui l'a rendu populaire.

## Description

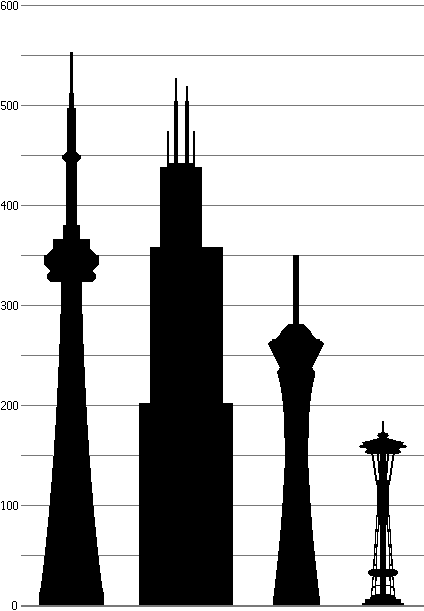
Comparaison de différentes tours occidentales. De gauche à droite :
1. Tour CN, Toronto ;
2. Willis Tower, Chicago ;
3. Stratosphere Las Vegas ;
4. Space Needle, Seattle.

La Space Needle était autrefois la structure la plus haute à l'ouest du fleuve Mississippi, s'élevant à 184,4 mètres (605 pieds) et mesurant 42 mètres (138 pieds) de large.
Depuis la plate-forme d'observation qui domine la ville, on peut apercevoir la péninsule Olympique, la chaîne des Cascades, le mont Rainier, le mont Baker, la baie Elliott et diverses îles de Puget Sound.
Au pied de la tour se trouve le Seattle Center, un parc d'activités culturelles construit au même moment.

## Architecture et Services
La tour pèse 8 660 tonnes métriques et est construite pour résister à des vents allant jusqu'à 320 km/h, soit le double des exigences du code du bâtiment de 1962. Elle est aussi capable de résister à des tremblements de terre d'une magnitude allant jusqu'à 9,0 sur l'échelle de Richter. Le tremblement de terre de Nisqually en 2001 évalué à 6,8 sur l'échelle de Richter a tellement peu secoué la tour que l'eau des toilettes ne fit que déborder. Également conçue pour résister aux ouragans de catégorie 5, la Space Needle oscille à seulement 25 mm par 16 km/h de vitesse du vent.
Pendant des décennies, le disque flottant de la Space Needle a abrité deux restaurants à 150 m au-dessus du sol : le Space Needle Restaurant, qui s'appelait à l'origine Eye of the Needle, et Emerald Suite. Ceux-ci ont été fermés en 2000 pour faire place à SkyCity, un restaurant plus grand qui propose une vue donnant sur le nord-ouest du Pacifique. En 1993, les ascenseurs ont été remplacés par de nouvelles versions informatisées. Les nouveaux ascenseurs descendent à une vitesse de 16 km/h.

## Dans la culture
On peut apercevoir la Space Needle dans le jeu the last of us part II du studio Naughty Dog.
On peut également la retrouver dans le jeu Infamous Second Son, ou il y a même une explosion concernant celle-ci.
Cet édifice est présent dans la série américaine Grey's Anatomy de Shonda Rhimes ainsi que dans la série Grey’s Anatomy - Station 19
Le film d'Alan J. Pakula intitulé À cause d'un assassinat réalisé en 1974 débute dans la Space Needle.
La Space Needle est un lieu récurrent dans la série de science-fiction Dark Angel.
En 2025, une tour inspirée de la Space Needle est au centre de la scène d’ouverture du film Destination Finale Bloodlines nouvel opus de la célèbre saga horrifique connue pour ses mises en scène de morts brutales et imprévisibles. Dans cette séquence, un enchaînement de différents événements déclenche la destruction étape par étape de la tour (effondrement du sol en verre, explosion de gaz puis incendie dans la partie restaurant etc.)
La scène combine effets visuels numériques et tournage sur fond vert, recréant fidèlement l’intérieur et l’extérieur de la tour. Plusieurs personnages trouvent la mort dans des circonstances particulièrement spectaculaires, typiques de la franchise — chutes vertigineuses, vitres brisées, ou encore l’effondrement de l’ascenseur panoramique. Le survivant principal se réveille ensuite d’un cauchemar prémonitoire, relançant ainsi le mécanisme du destin implacable propre à la série.
Le choix d'une tour ressemblant à la Space Needle, monument emblématique et aisément reconnaissable, renforce l’effet dramatique de cette introduction. Le film a d’ailleurs relancé l’intérêt touristique pour la tour, certains visiteurs curieux demandant à voir “la scène du film”. Ce lien entre fiction et réalité a contribué à inscrire davantage la Space Needle dans l’imaginaire collectif mondial comme symbole à la fois futuriste et vulnérable.

## Galerie

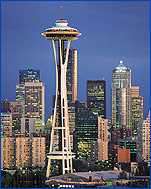
Vue depuis le parc Kerry, sur Queen Anne Hill à Seattle.
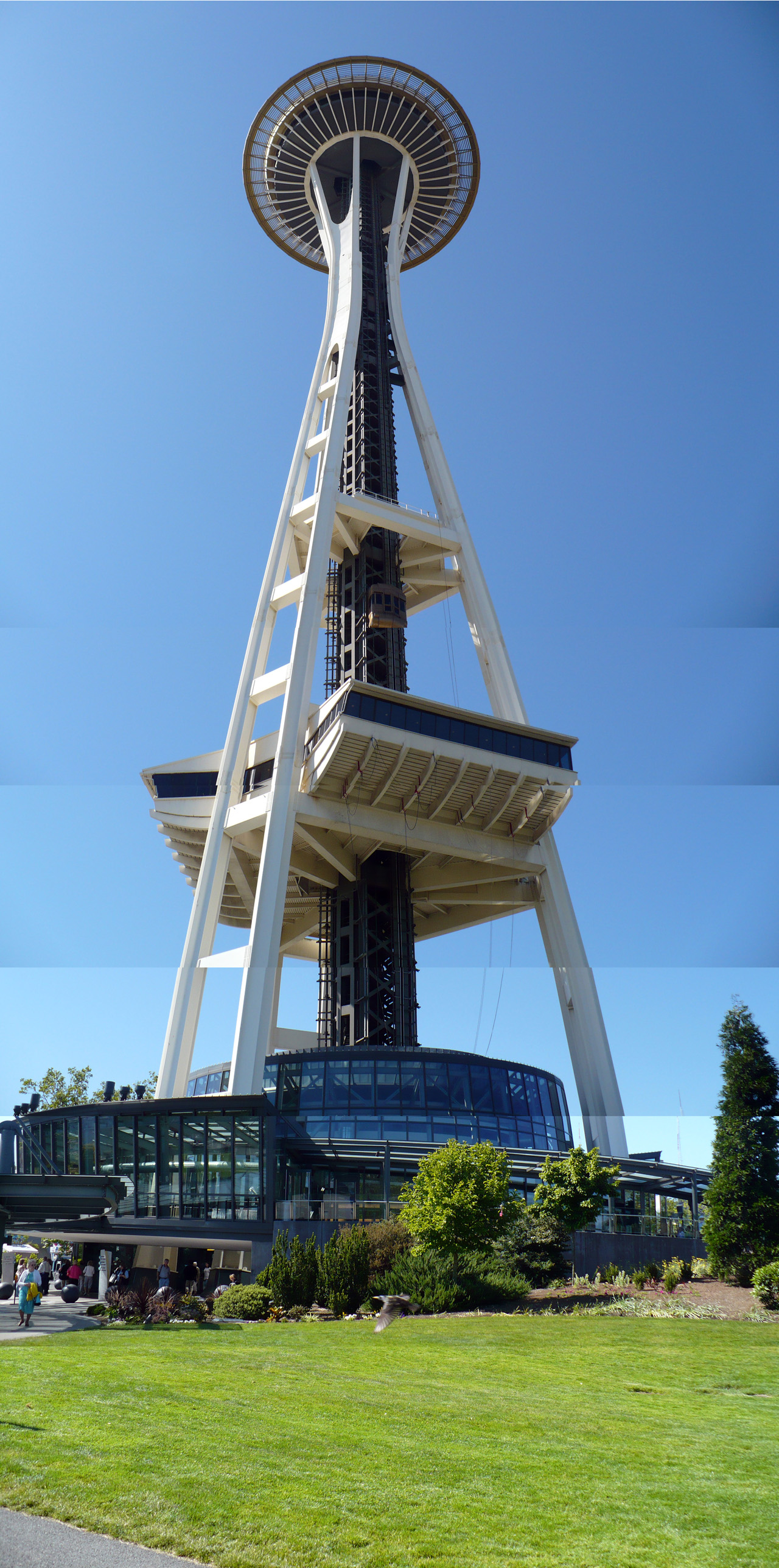
Vue en contre-plongée depuis le nord est.
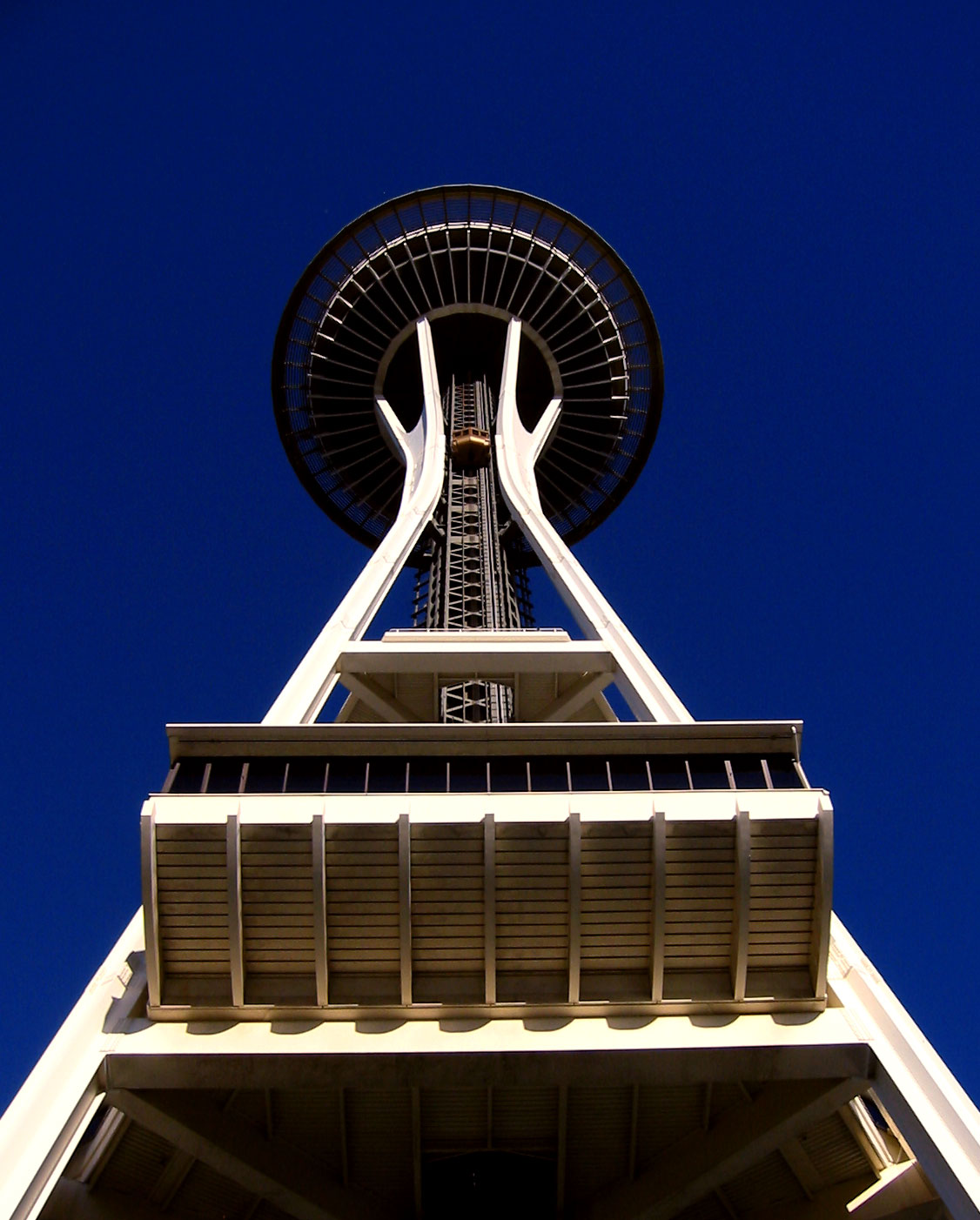
Vue rapprochée en contre-plongée.
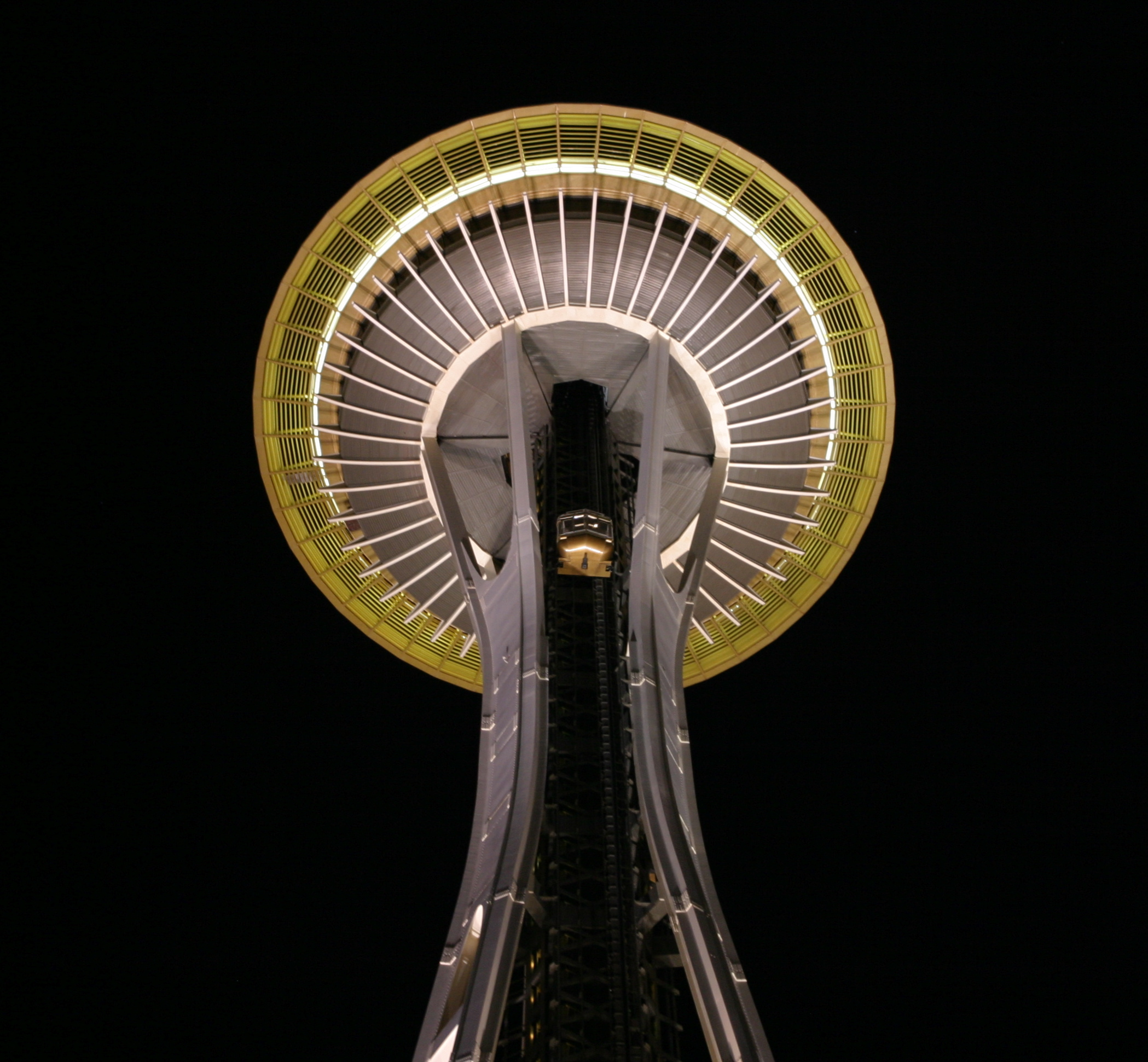
Vue nocturne en contre-plongée de la couronne.
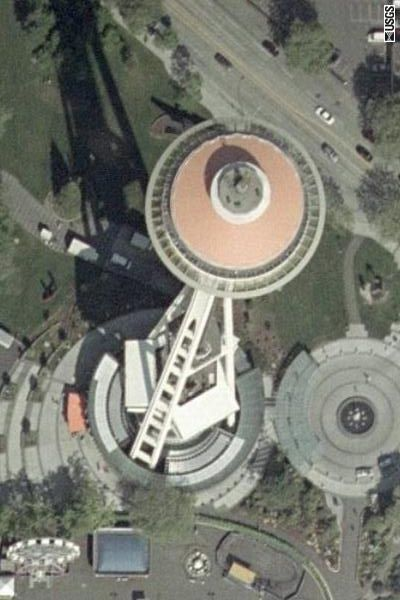
Vue du ciel.
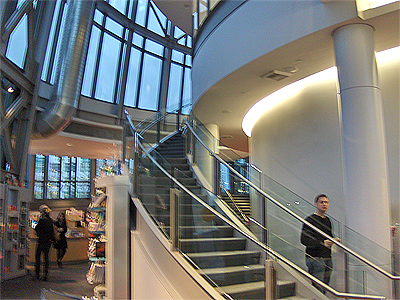
L'intérieur et la boutique cadeaux.
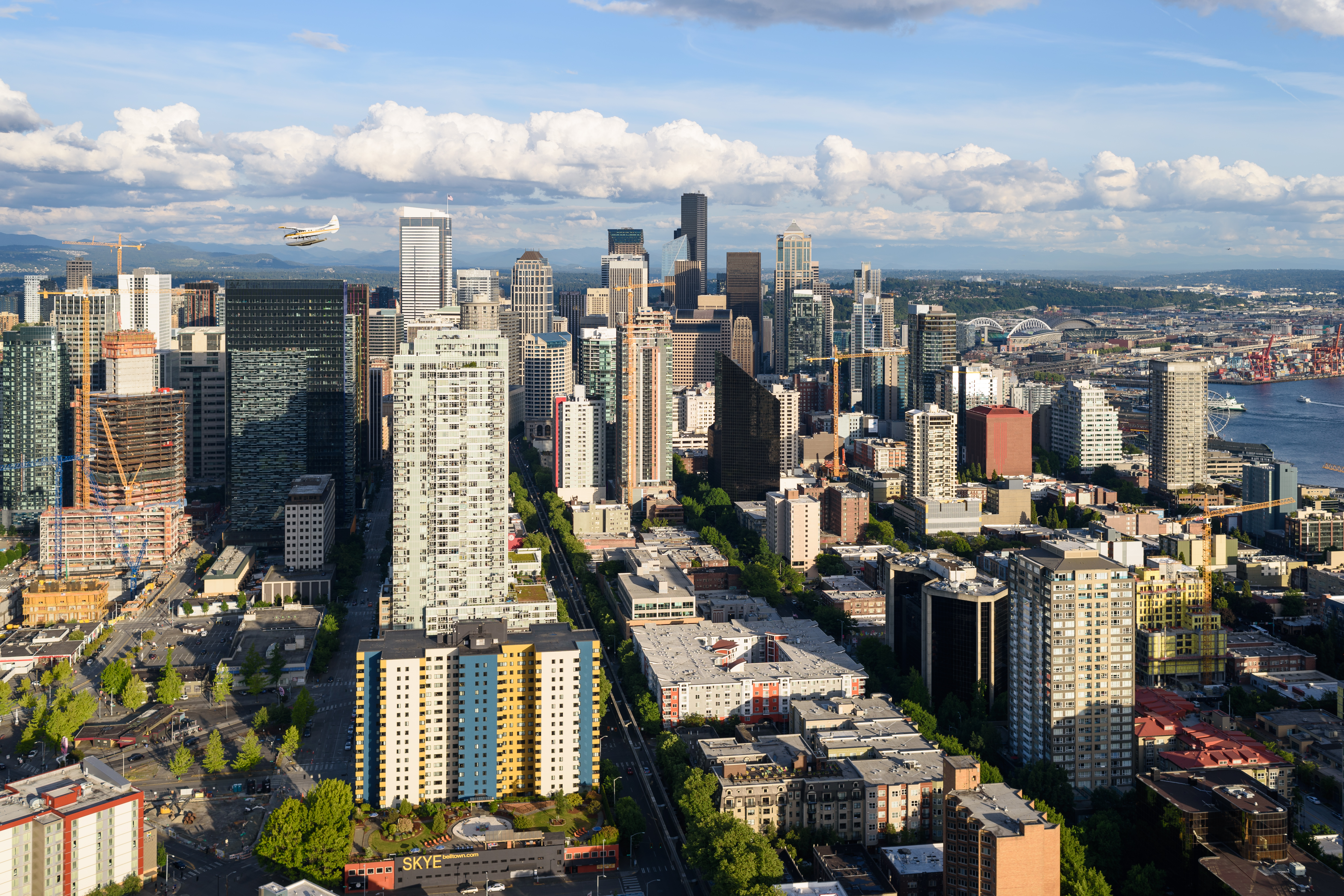
Seattle depuis Space Needle.